# M/S Drottning Silvia
M/S Drottning Silvia, eller Limöbåten, är ett fartyg ägt av Skärgårdsrederiet Sweden AB. Fartyget bedriver chartertrafik i Stockholm. Skrovet är av stål.
Fartyget byggdes 1958 av Kristiansands mekaniske verkstad i Kristiansand, Norge. Det byggdes till Sigval Bergesen i Stavanger och  fick inledningsvis namnet Clipper.
År 1968 övertogs fartyget av Stavanger Fjord Sightseeing A/S i Stavanger. Det såldes igen 1974, då till Nils Agasøster i Rubbestadsneset, och omdöptes till Generalen. År 1980 såldes fartyget till AB Kalmarsundsfart i Kalmar och döptes om till Solön af Kalmar. Två år senare omdöptes det först till Fyris Viking och senare samma år till Drottning Silvia.
År 1993 såldes fartyget till Rederi AB Amore i Stavsnäs för trafik i Gävle skärgård på traden Gävle-Engeltofta-Limön och för chartertrafik i Stockholms skärgård under lågsäsong. 
År 2024 såldes fartyget till Skärgårdsrederiet Sweden AB för charter trafik i Stockholm.

## Tidslinje
- 1958	Fartyget levererades till Sigval Bergesen  i Stavanger.
- 1961	Nya huvudmaskiner, fabrikat GM om 560 hk, installerades.
- 1968	Fartyget övertogs av Stavanger Fjord Sightseeing A/S i Stavanger.
- 1974	Fartyget köptes av Nils Agasøster i Rubbestadsnäset i Norge. Det döptes om till  Generalen.
- 1980	Fartyget köptes av AB Kalmarsundsfart i Kalmar. Det döptes om till Solön af Kalmar.
- 1982	Fartyget döptes om till Fyris Viking. Det sattes i trafik på Fyrisån vid Uppsala.
- 1982	Fartyget byggdes om för att passa Göta kanal. Det döptes om till Drottning Silvia.
- 1983	Fartyget köptes av Rederi Karl XII i Rindö för 800 000 kr.
- 1983	Fartyget trafikerade Göta kanal på traden Sjötorp-Karlsborg.
- 1984	Fartyget köptes av Båtrestaurang G VII AB i Stockholm för 1,2 miljoner kr.
- 1987	Fartyget köptes av Rederi Karl XII i Stockholm för 750 000 kr.
- 1987	Nya huvudmaskiner, Scania DSI 11 om 539 hästkrafter, installerades. De har tidigare använts i Waxholm II.
- 1991	Fartyget köptes av Föreningsbanken i Stockholm för 2,2 miljoner kr.
- 1993	Fartyget köptes av Rederi AB Amore i Stavsnäs. Det sattes i trafik i Gävle skärgård på traden Gävle-Engeltofta-Limön samt charter i Stockholms skärgård under lågsäsong.
- 2006	Nya huvudmaskiner, Scania DSI 14 om 850 hästkrafter, installeras.

## Bildgalleri

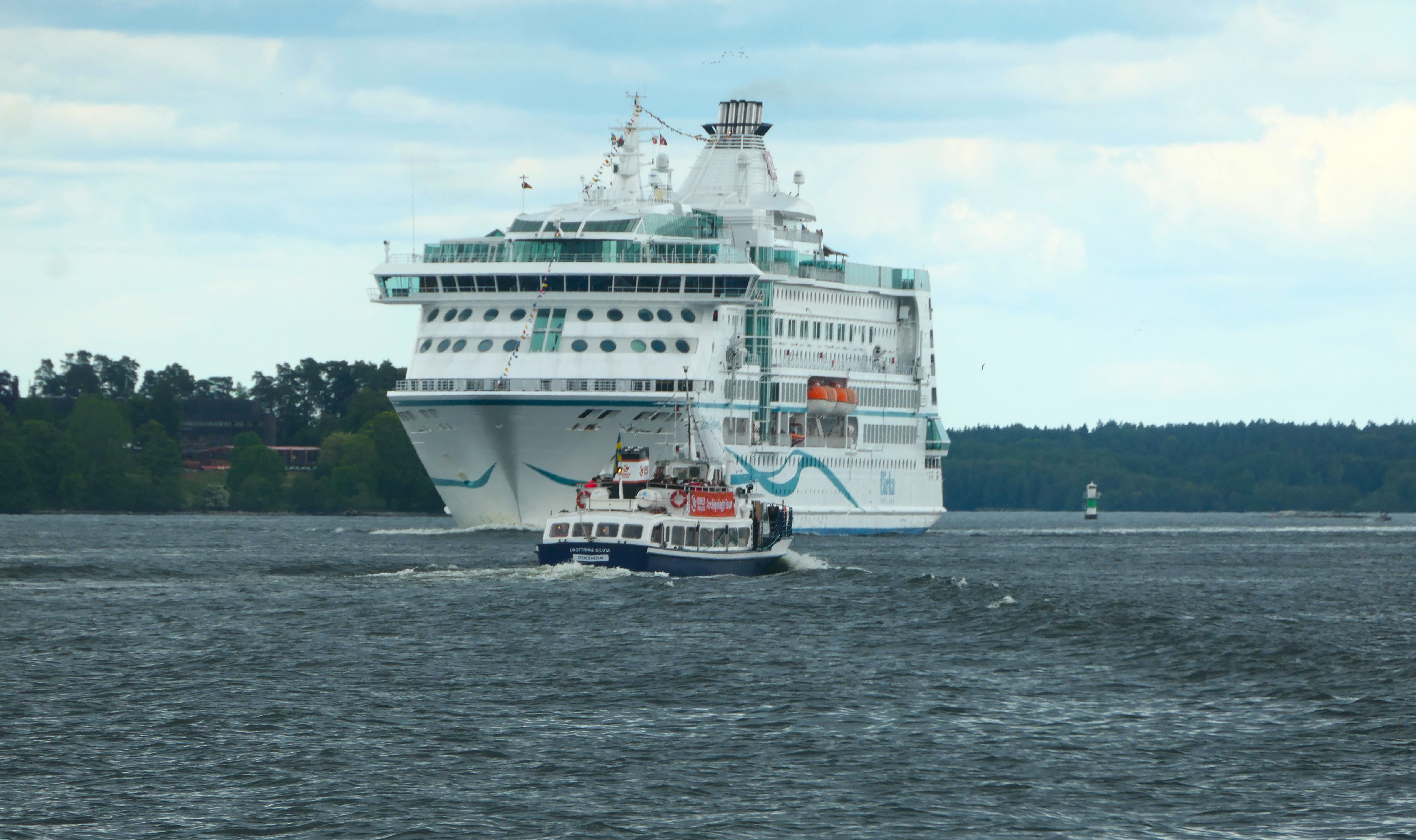
M/S Drottning Silvia möter M/S Birka Gotland i Halvkakssundet i Stockholm.
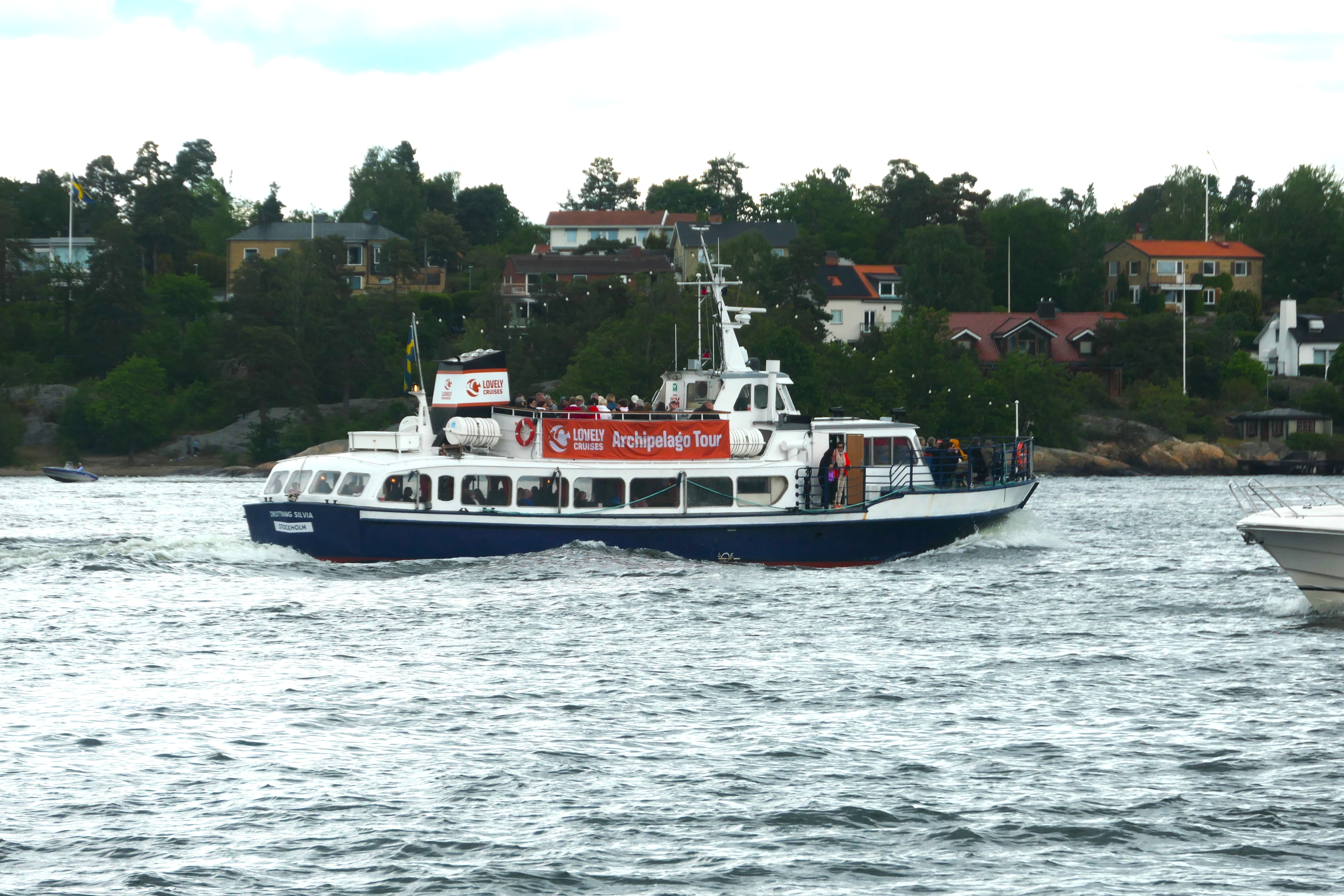
M/S Drottning Silvia i Halvkakssundet i Stockholm.